# Manuel de Jesús Bautista
Manuel de Jesús Bautista es un economista y exgobernador ( ex Presidente) del Banco Central de Honduras.

## Educación y experiencia de trabajo
Bautista es licenciado de Economía y doctorado por la Universidad Nacional Autónoma de Honduras (UNAH). 
Asumió el cargo de gobernador después de Marlon Tábora Muñoz en enero de 2016, después de que Muñoz dejara su cargo en julio de 2015. Bautista trabajó durante 42 años en el banco central, ocupando varias posiciones, siendo la última la de subgobernador. 